# 879

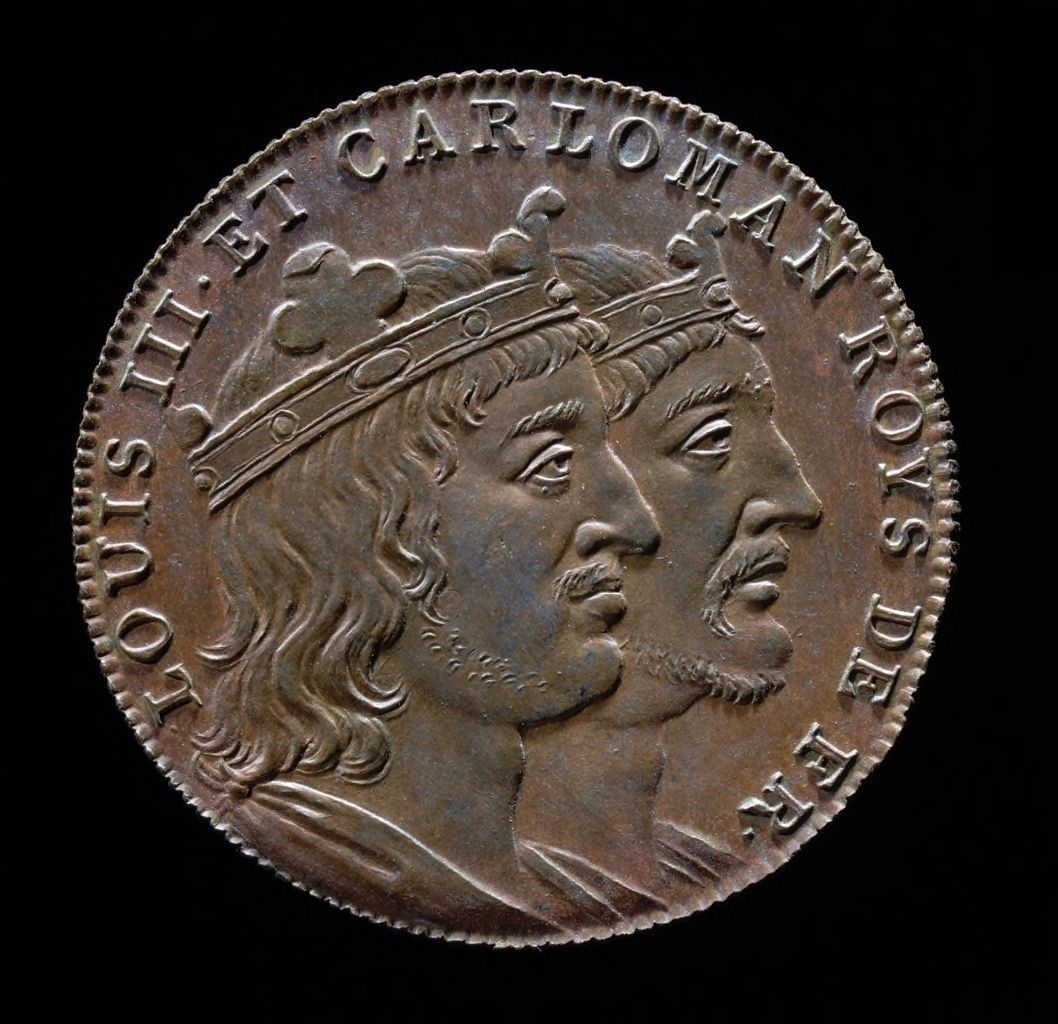
Koning Lodewijk III en Karloman II (rechts)

Het jaar 879 is het 79e jaar in de 9e eeuw volgens de christelijke jaartelling.

## Gebeurtenissen

### Byzantijnse Rijk
- Keizer Basileios I ("de Macedoniër") stuurt een delegatie naar Venetië dat zich sinds een verdrag – het Pactum Lotharii – steeds onafhankelijker is gaan optreden. Hij biedt rijke geschenken aan en verleent de doge de titel protospatharius. Hiermee erkent Venetië (althans op papier) de suzereiniteit van het Byzantijnse Rijk.
- Basileios I benoemt zijn 9-jarige zoon Alexander III tot mede-keizer van het Byzantijnse Rijk. Hierdoor ontstaan er spanningen aan het hof, met name bij zijn oudere broer Leo VI (troonopvolger wanneer Basileios komt te overlijden) aangewakkerd door Photius I, patriarch van Constantinopel.[1]

### Brittannië
- Guthrum, Deens Vikingleider, laat zich tot 'koning' uitroepen van East Anglia. Een Vikingvloot vaart de rivier de Theems op en vestigt een winterkamp bij Fulham (omgeving van Londen). Koning Alfred de Grote bedreigd door een mogelijke Viking invasie, geeft opdracht om in Wessex versterkte forten (burhs) te bouwen.

### Europa
- 10 april - Koning Lodewijk de Stamelaar overlijdt in Compiègne na een regeerperiode van 18 maanden. Hij wordt opgevolgd door zijn twee zoons, Lodewijk III en Karloman II die gezamenlijk over het West-Frankische Rijk regeren. Beide broers worden tot koning gekroond in Ferrières-en-Gâtinais.
- Boso van Provence sticht een onafhankelijk koninkrijk en laat zich uitroepen tot koning van Bourgondië. De Frankische koningen (van het West- en Oost-Frankische Rijk) weigeren zijn koningschap te erkennen, omdat hij geen (zijn vrouw wel) afstammeling van Karel de Grote is.
- De Vikingen landen op de Vlaamse kust, vallen langs de grote rivieren met een invasieleger het West-Frankische Rijk binnen en trekken plunderend rond. Dit is het begin van een oorlog die 13 jaar zal duren. Zij vestigen bases in onder andere Gent, Leuven, Elsloo, Kortrijk en Amiens. Zelfs Parijs moet het ontgelden.
- Koning Karloman krijgt in Verona een beroerte en raakt verlamd. Hij verdeelt het koninkrijk onder zijn twee broers: Lodewijk III ("de Jonge") krijgt het bestuur over Beieren en Karel III ("de Dikke") krijgt Italië toegewezen.
- Boudewijn II, Frankische edelman, volgt zijn vader Boudewijn I ("met de IJzeren Arm") op als graaf van Vlaanderen en Rodenburg (huidige België). Hij wordt tijdens de gevechten bij Terwaan door de Vikingen verslagen.
- Rurik, vorst van Novgorod en stichter van de Ruriken-dynastie, overlijdt na een regeerperiode van 17 jaar. Hij wordt opgevolgd door Oleg de Wijze (mogelijk zijn zwager) die als regent optreedt voor zijn zoon Igor.

## Religie
- Concilie van Constantinopel: Photius I wordt opnieuw geïnstalleerd als patriarch van Constantinopel. De filioque-doctrine (onderdeel van de drie-eenheidsleer) wordt verworpen.

## Geboren
- 17 september - Karel de Eenvoudige, koning van het West-Frankische Rijk (overleden 929)
- Odo van Cluny, Frankisch monnik en abt (waarschijnlijke datum)

## Overleden
- 2 januari - Boudewijn I ("met de IJzeren Arm"), graaf van Vlaanderen
- 10 april - Lodewijk de Stamelaar (32), koning van het West-Frankische Rijk
- Gebhard van Lahngouw, Frankisch edelman (waarschijnlijke datum)
- Hincmar van Laon, Frankisch bisschop (waarschijnlijke datum)
- Rurik, Viking hoofdman en vorst van Novgorod (waarschijnlijke datum)
- Zdeslav, hertog (knjaz) van Dalmatisch Kroatië (waarschijnlijke datum)